# Пліт (плавзасіб)

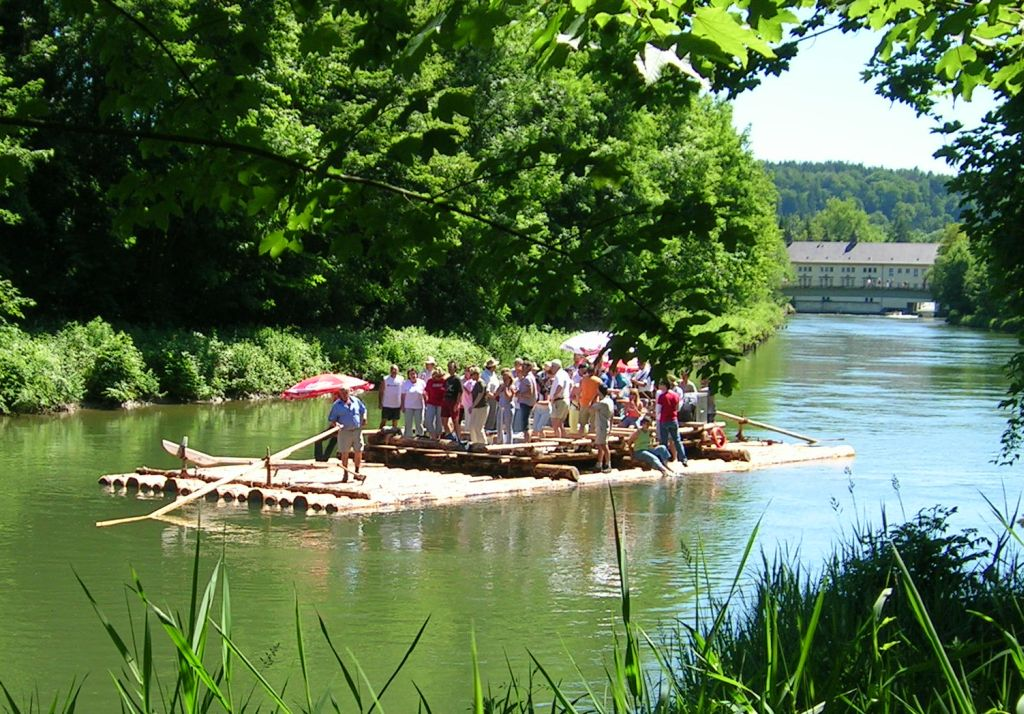
Екскурсії на плотах (Німеччина, Мюнхен)

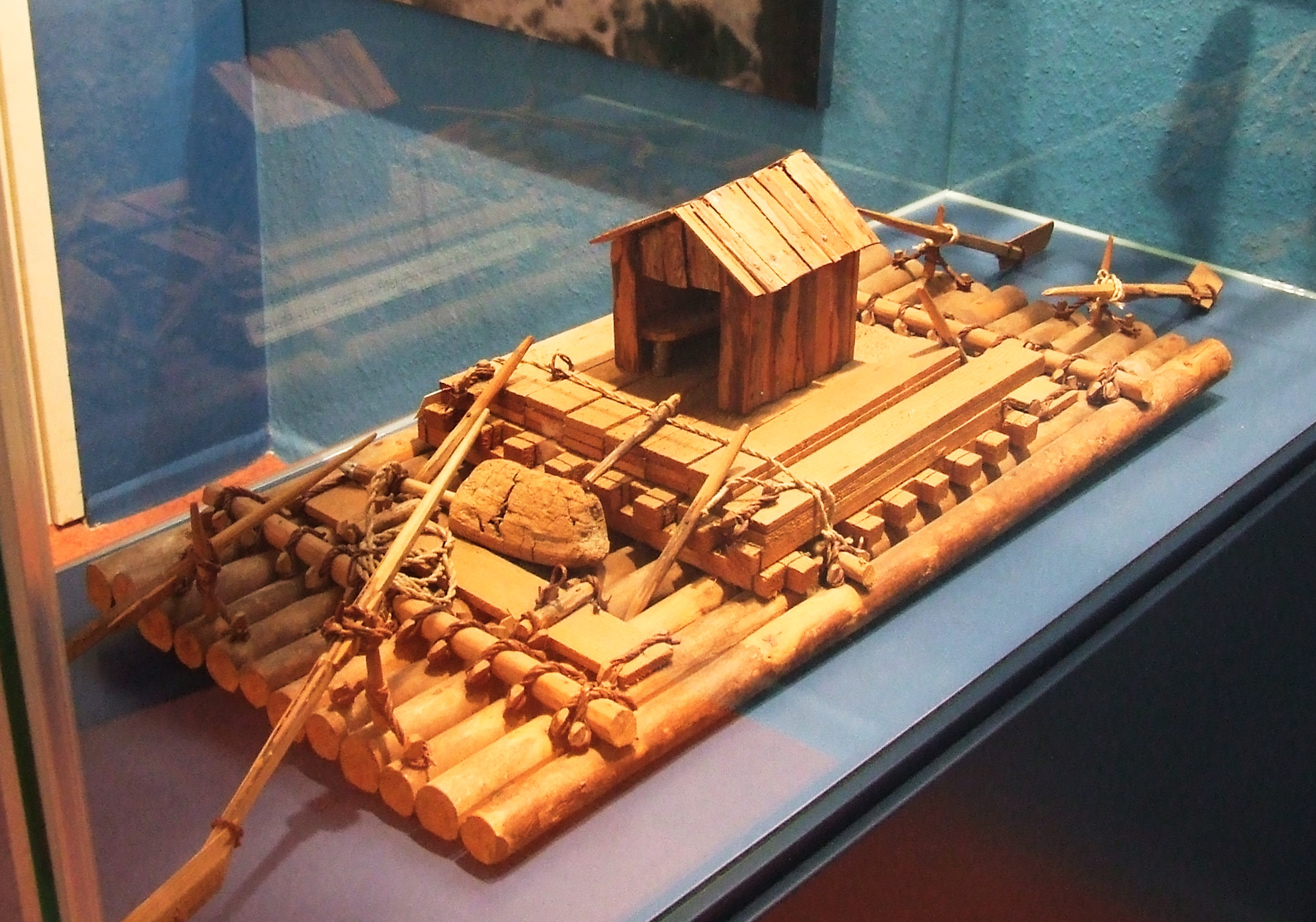
Модель плота в музею Кенігсбрунна

Пліт, діал. дара́ба — транспортний засіб, виготовлений з плавучих матеріалів і призначений для переміщення або утримання на водяних поверхнях людей або вантажів. Хоча існують різні перехідні типи, які розмивають це визначення, плоти зазвичай тримаються на плаву не за рахунок своєї водовиміщувальної конструкції, як це властиво човнам, а за рахунок природних властивостей (плавучості) матеріалів, з яких вони зроблені, таких як очерет, папірус, дерево або герметичні повітряні камери, такі як надуті шкіряні міхи, бочки тощо (наприклад, понтони).

## Назва
Українське слово «пліт» (д.-рус. плътъ) може бути зв'язане зі словом «плести» (тобто «плетений», «зв'язаний»). Але більш прийнятою є версія, що це слово зв'язане з дієсловом «пливти» і споріднене з чеськ. plet᾽, словац. plt᾽, пол. рɫet, рос. плот, латис. pluts («пліт, пором»), нім. Floss (так само) дав.-інд. plutás («те, що пливе»), plutam («течія, потік»), грец. πλυτός («митий»), πλύσις («миття», «чищення»).
Західноукраїнське «дараба» походить від угор. drab («шматок»): первісно воно означало «шматок деревини». До угорської мови це слово потрапило зі слов'янських (пор. «дрібок», «дрібний»).
Пліт, який використовувався для сплавляння лісу, також називався «та́льба». Зрубані колоди скріплювали жердинами-поперечинами — жоростями, він споряджався кермою (кермовим веслом) і сохаром (колодою з розвилиною, на яку плотар клав свої речі). Дві тальби могли зв'язувати разом за допомогою гакаря — стовбура молодого дерева. Для зупинки плота і закріплення його на березі використовували гарпуле́ць — прикіл у вигляді кілка із залізним наконечником, прив'язаний до плота мотузкою.
Маленькі плоти з 3-4 колод, на які розбирався один великий для підгону до берега, називалися то́рками.
Відоме ще одне діалектне позначення плота — «бо́кор», яке, очевидно походить через посередництво рум. bokor («кущ», «пліт») від угор. bokor («кущ»). Того ж походження і слово «бокораш», яким у Карпатах називають плотогонів.

## Будова та різновиди

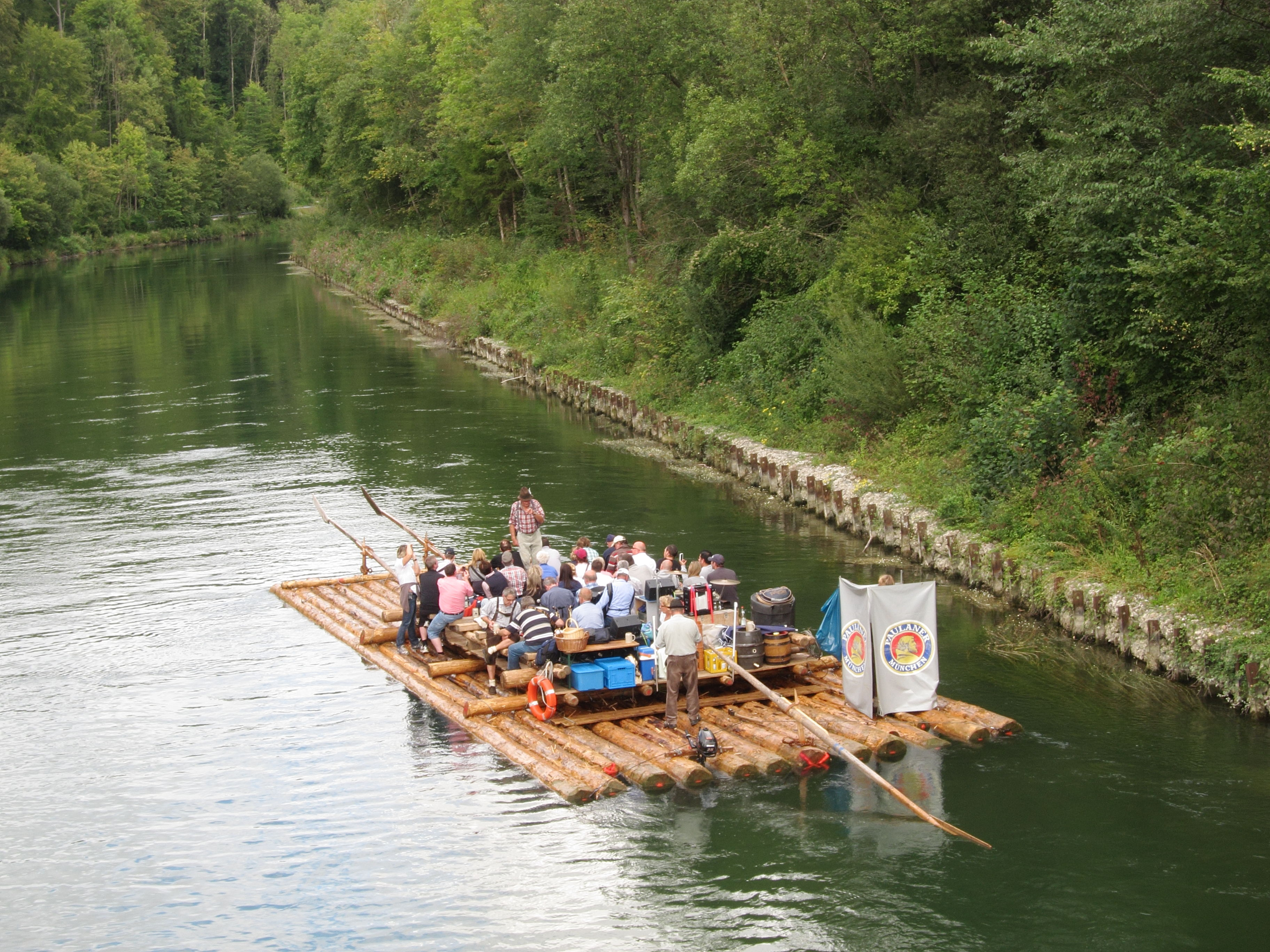
Пліт на каналі річки Ізар

Традиційно плоти виготовляють з деревини або очерету (тростини). Дерев'яні колоди скріпляють поперечними жердинами, дошками, мотузами, колись — лозовою в'язкою («хомутом»), розпареними гілками (гужвою). На етнографічній території України для переправ через річки використовували сали — плоти зі снопів, прив'язані до хвостів коней, на які складали зброю та одяг.
Сучасні плоти, зокрема рятувальні, спортивні тощо, виготовляються з легких, міцних, багатошарових водовідпорних синтетичних матеріалів.
Залежно від розмірів та призначення плоти можуть мати щоглу, стерно, весла та інші елементи, характерні для суден (навіть підвісний мотор). Замість стерна можуть використовувати довге весло-прави́ло («кормило»).
Існують щонайменше три різновиди плотів:
1. Сукупність колод, з'єднаних між собою жоростю (поперечна колода), яку транспортують водними шляхами.
2. Сукупність з'єднаних між собою бочок або інших плавучих предметів, покритих зазвичай дощаним настилом.
3. Засіб для рятування людей у відкритому морі.

## Використання плотів

### Лісосплав

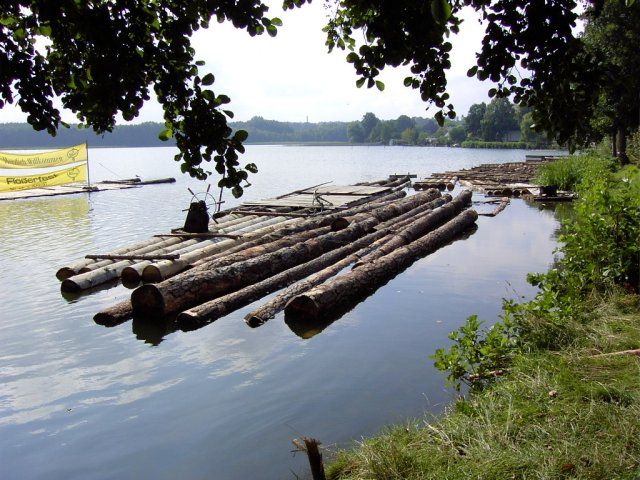
Найпростіші плоти

Сплав лісу — найдавніше й найпоширеніше використання плотів. В Україні лісосплав був найпоширенішим у Карпатах, де ще з XIX сторіччя був одним з головних видів господарської діяльності. З північно-східних схилів Карпат ліс сплавляли Черемошем і Прутом до Чернівців, а часом й далі аж до румунського Галаца, що на Дунаї. У Закарпатті з південно-західних схилів — Рікою, Тереблею та іншими річками до Тиси і далі. У Карпатах до 1954 року існувала професія бокораш (від місцевого бокор — «пліт») — плотогон. В ті часи плотами Черемошем (від Жаб'єго до Кут) сплавлялися і поодинокі пасажири-туристи.
У Закарпатті на р. Озерянка в с. Синевирська Поляна (поблизу озера Синевир) розташовано єдиний у Європі Музей лісу і сплаву.
В Україні лісосплав на водних об'єктах заборонено Водним кодексом України (1995), (стаття 54).

### Платформа для млинів
На великих плотах встановлювали водяні млини (лодяки, плаваки).

## Плоти технічного призначення
Пліт плавучий (плавний) (рос. плот плавучий; англ. flotation raft; нім. schwimmendes Floss n) — структура, яка складається з кількох циліндричних ємностей, з'єднаних сталевими елементами для створення основи, на якій будується пальова сталева платформа (бурова платформа). Пліт конструюється таким чином, що його розміри збігаються з розмірами одного боку опорного блока платформи, тому він може служити плавучою баржею при буксируванні платформи.

### Рятувальні плоти

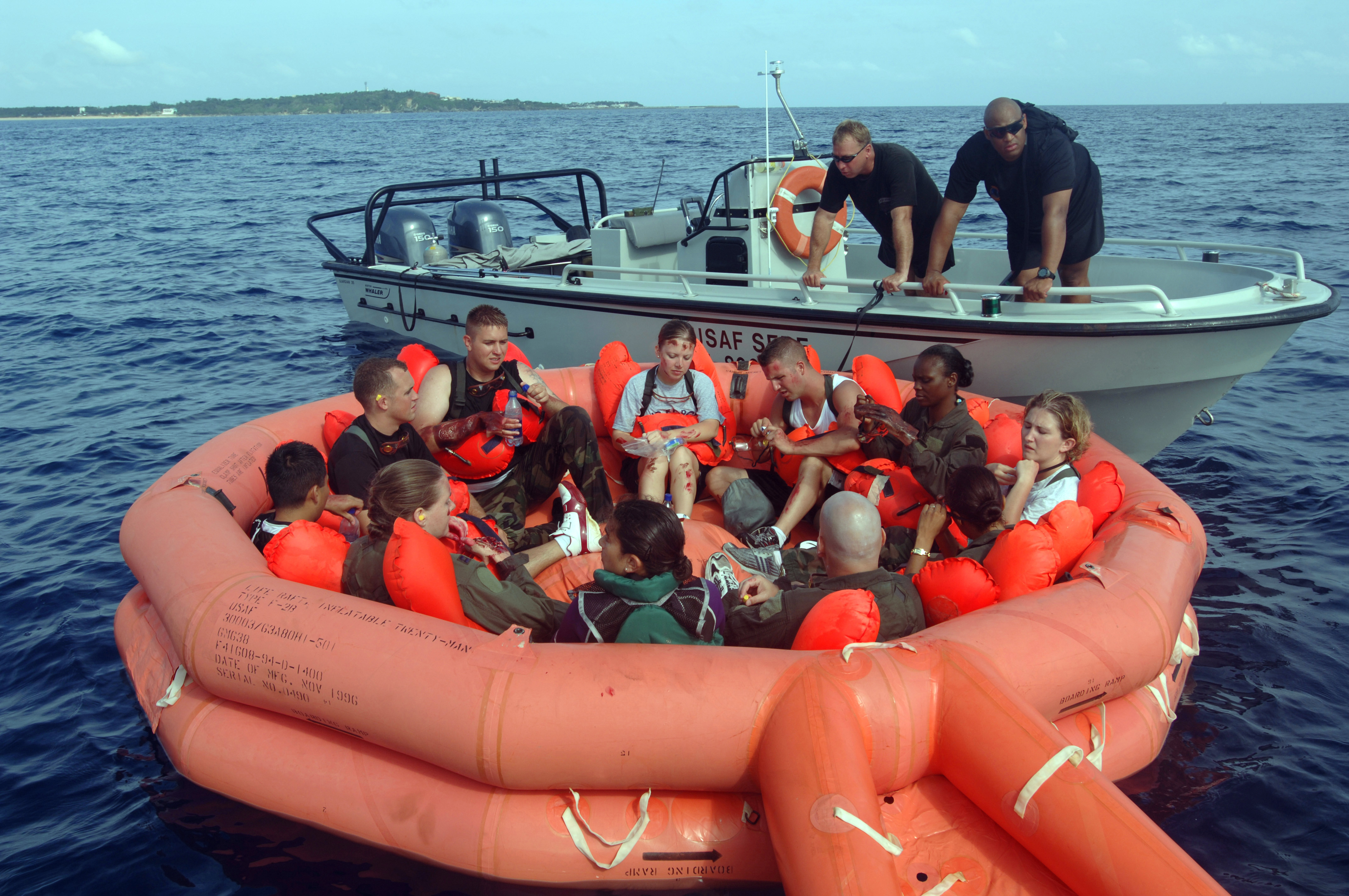
Рятувальний пліт

### Спорт, мандри, відпочинок

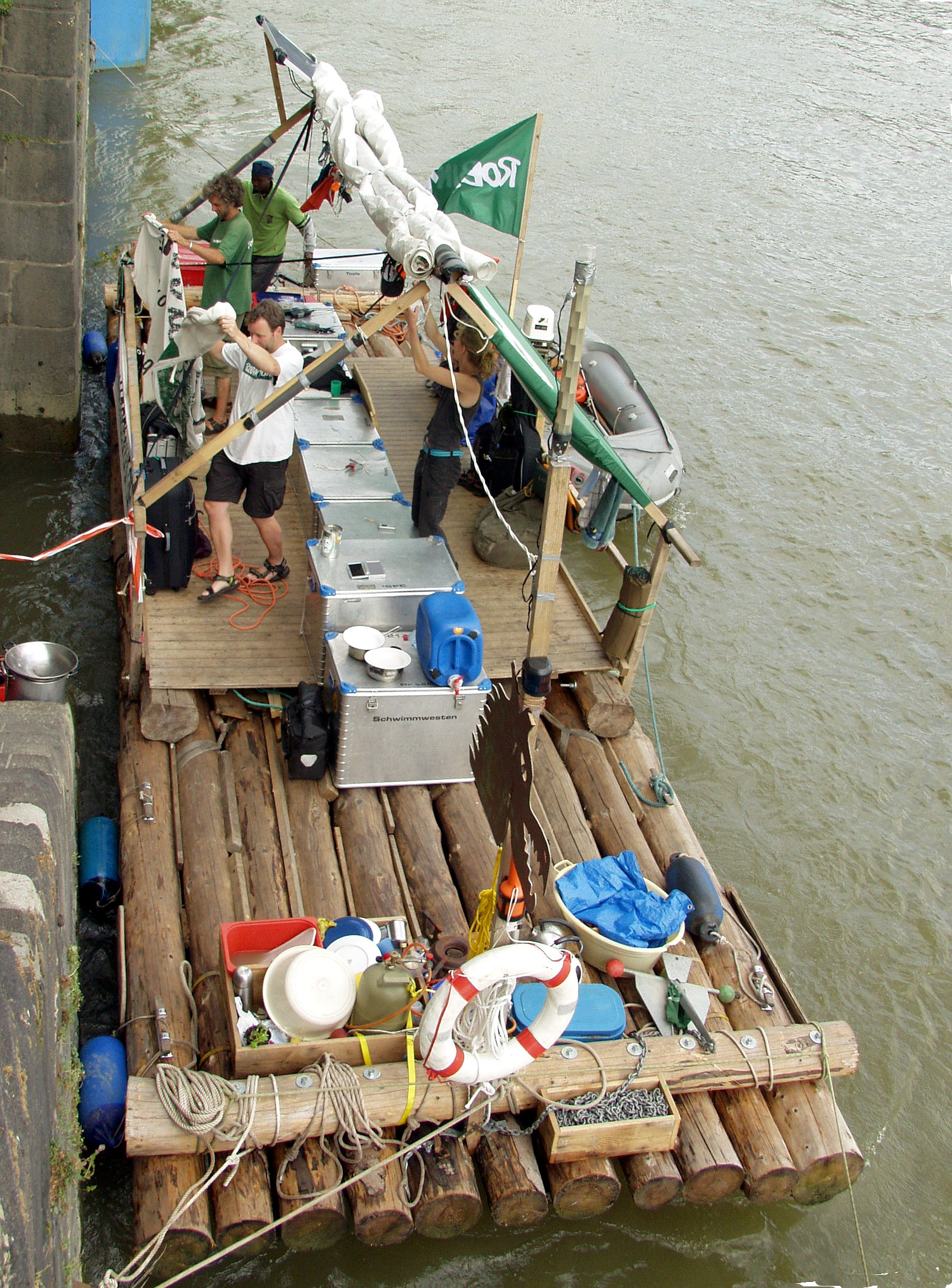
Туристичний пліт на Рейні (Німеччина)

## Знамениті плоти

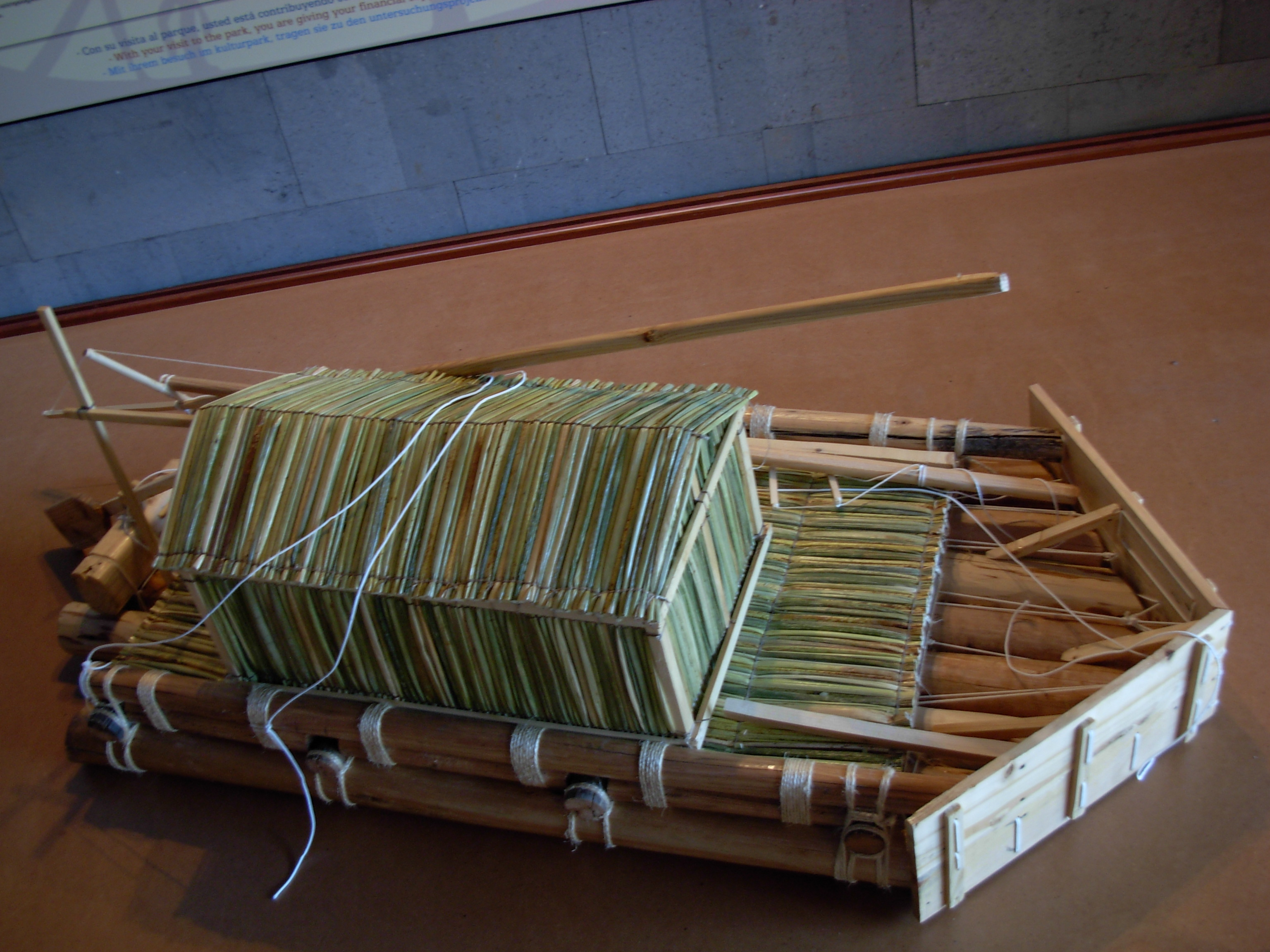
Легендарний «Кон-Тікі» Т. Хеєрдала

У ХХ столітті плоти привернули до себе увагу завдяки експедиціям на плотах знаменитого норвезького антрополога, письменника і мандрівника Тура Хеєрдала
- 1947 — «Кон-Тікі» (пліт з колод дерева бальсового дерева перетнув Тихий океан, подолавши за 101 день більше 4000 миль).
- 1969 — «Ра» (пліт-човен з папірусу, майже подолав шлях від Африки до Центральної Америки, але команда мусила покинути пліт внаслідок небезпечного розмокання папірусу за 500 миль від Барбадосу).
- 1970 — «Ра-2» (пліт-човен з папірусу, подолав відстань через Атлантику від Марокко до острова Барбадос).
- 1977-1978 — «Тигрис» (пліт-човен з тростини, подолав за три місяці майже 4200 миль від Іраку до Джибуті).